# Jamal Khashoggi
Jamal Ahmad Khashoggi (o Giamal Ahmad Khashoggi o Jamal Ahmad Khashoqji; in arabo جمال أحمد خاشقجي‎?, Ǧamāl ʾAḥmad Ḫāšuqǧī; pronunciato in arabo hejazi: [dʒaˈmaːl xaːˈʃʊɡ.(d)ʒi]; trascritto in turco Cemal Ahmet Kaşıkcı;
detto più semplicemente in italiano come [kaˈʃuɡ.(d)ʒi] o erroneamente [kaˈʃɔ.d͡ʒi]); Medina, 13 ottobre 1958 – Istanbul, 2 ottobre 2018) è stato uno scrittore e giornalista saudita, precedentemente caporedattore di "Al-Arab News Channel". Era inoltre redattore presso il quotidiano saudita al-Waṭan (La patria), trasformandolo in piattaforma per sauditi progressisti.
Khashoggi - giornalista attivo su varie testate saudite - lasciò l'Arabia Saudita nel settembre 2017 e andò in esilio autoimposto. Disse che il governo dell'Arabia Saudita lo aveva "bandito da Twitter", e in seguito scrisse alcuni articoli critici sul governo saudita. Khashoggi era stato molto duro nei confronti del principe ereditario dell'Arabia Saudita, Mohammad bin Salman, e del re del paese, Salman dell'Arabia Saudita. Si è inoltre opposto all'intervento militare saudita in Yemen che ha causato migliaia di vittime civili.
Il 2 ottobre 2018, Khashoggi entrò nel consolato dell'Arabia Saudita a Istanbul per ottenere documenti relativi al suo matrimonio; non lasciò mai l'edificio e fu successivamente dichiarato persona scomparsa. Anonime fonti della polizia turca hanno affermato che sia stato ucciso e squartato all'interno del consolato. Il governo saudita afferma che Khashoggi lasciò il consolato vivo attraverso un ingresso posteriore, ma la polizia turca dice che nessuna TVCC lo ha registrato mentre usciva dal consolato. Il 15 ottobre, ha avuto luogo un'ispezione del consolato, eseguita da funzionari turchi, i quali hanno trovato prove di "manomissioni" e che hanno avvalorato la tesi che Khashoggi sia stato ucciso. Il 19 ottobre la TV di stato saudita conferma la morte di Khashoggi, avvenuta a seguito di un "diverbio" presso il consolato di Istanbul.
Il 16 novembre 2018 la CIA ha concluso che Mohammad bin Salman è stato il mandante dell'omicidio di Khashoggi.

## Biografia
Jamal Khashoggi è nato a Medina il 13 ottobre 1958. Suo nonno, Muhammad Khashoggi, di origine turca (Kaşıkçı), sposò una donna araba saudita e fu medico personale del re ʿAbd al-ʿAzīz Āl Saʿūd, fondatore del regno dell'Arabia Saudita. Khashoggi era il nipote del commerciante di armi dell'Arabia Saudita, Adnan Khashoggi, noto per il suo coinvolgimento nello scandalo Irangate, il cui patrimonio era stimato in 4 miliardi di dollari all’inizio degli anni ‘80.
Jamal era cugino di primo grado di Dodi Al-Fayed, amante della principessa Diana che morì insieme a lei nell’incidente automobilistico del 31 agosto 1997.
Ha frequentato la scuola elementare e secondaria in Arabia Saudita e nel 1982 ha conseguito una laurea in economia aziendale presso l'Indiana State University negli Stati Uniti.
A 16 giorni dalla scomparsa il 18 ottobre 2018 il "Washington Post" pubblica il suo ultimo editoriale: "Il mondo arabo sta vivendo la sua versione della cortina di ferro, imposta dalle stesse forze che governano. Avremmo bisogno di una nostra versione dei vecchi media transnazionali, per poter essere informati su ciò che succede nel mondo. Più importante, dobbiamo creare una piattaforma per le voci arabe. Soffriamo la povertà, mala amministrazione e bassa educazione. Creando un forum globale, indipendente dai governi nazionalisti che diffondono l'odio attraverso la propaganda, la gente ordinaria potrà capire autonomamente i problemi della propria società".

### Carriera
Jamal Khashoggi iniziò la sua carriera come manager regionale per le librerie "Tihama Bookstores" dal 1983 al 1984. Successivamente lavorò come corrispondente per la "Saudi Gazette" e come assistente manager per "Okaz" dal 1985 al 1987. Ha continuato la sua carriera come reporter per vari quotidiani e settimanali arabi dal 1987 al 1990, tra cui "Asharq Al-Awsat", "Al Majalla" e "Al Muslimoon". Khashoggi è diventato caporedattore e direttore editoriale di "Al-Madīna" nel 1991 e il suo incarico in quella posizione è durato fino al 1999. Ha ammesso che: "Sì, mi sono unito all'organizzazione dei Fratelli Musulmani quando ero all'università e non ero solo, alcuni degli attuali ministri e deputati lo hanno fatto, ma in seguito ognuno di noi ha sviluppato le proprie tendenze e opinioni politiche". I Fratelli Musulmani sono stati dichiarati fuori legge in Egitto in seguito al rovesciamento del primo presidente egiziano democraticamente eletto, Mohamed Morsi, dopo un colpo di Stato militare il 3 luglio 2013. Ha sostenuto che "non ci può essere alcuna riforma politica e democrazia in nessun paese arabo senza accettare che l'Islam politico ne faccia parte." Khashoggi era critico nei confronti del salafismo. Dal 1991 al 1999, era un corrispondente straniero in paesi come l'Afghanistan, l'Algeria, il Kuwait, il Sudan e il Vicino Oriente. In questo periodo, si sostiene inoltre che abbia prestato servizio nell'Agenzia di intelligence saudita e degli Stati Uniti in Afghanistan. Successivamente è stato nominato vicedirettore di "Arab News" e ha ricoperto l'incarico dal 1999 al 2003.

## Scomparsa

### Cronologia degli avvenimenti[32]
- Il 2 ottobre due jet di privati atterrano all'aeroporto di Istanbul-Atatürk nelle prime ore del mattino. Tra i passeggeri ci sono ufficiali delle forze speciali e funzionari dell'intelligence saudita tra cui uno specialista in medicina legale, secondo i media turchi, che ha pubblicato le foto della squadra di 15 uomini catturata dalle telecamere CCTV aeroportuali.
- I membri della squadra hanno fatto il check-in in due hotel vicino al consolato saudita nel quartiere Levent di Istanbul.
- Alle 9.55, un uomo identificato come Maher Abdulaziz Mutreb e precedentemente visto con l'entourage del principe ereditario saudita Mohammed bin Salman durante un viaggio di aprile negli Stati Uniti è stato filmato da una telecamera di sorveglianza mentre camminava verso il consolato saudita.
- Alle 13:14 Jamal Khashoggi arrivò al consolato per ritirare i documenti che aveva richiesto la settimana prima. Mezz'ora prima di arrivare per il suo appuntamento, al personale nazionale turco che lavorava nell'edificio viene chiesto di prendere il resto della giornata libera.

Khashoggi si era recato al consolato per ottenere un documento che provasse che era divorziato. Questo documento gli avrebbe permesso di sposare la sua fidanzata, Hatice Cengiz, una cittadina turca, che lo aspettava fuori dall'edificio.
- Poiché i telefoni cellulari non sono ammessi all'interno dell'edificio diplomatico, Khashoggi ha lasciato il suo iPhone con la sua fidanzata, Hatice Cengiz, che doveva aspettarlo fuori e le ha detto di dare l'allarme se non fosse tornato entro quattro ore. Ha tenuto il suo Apple Watch sincronizzato con il suo telefono. Khashoggi entrò dalla porta principale, fu salutato da un funzionario e fece il suo ingresso nell'ufficio del console generale.

Khashoggi si trovava ancora dentro passate le 16:00 nonostante gli orari di attività del consolato prevedono la chiusura alle ore 15:30. La sua fidanzata, non vedendolo uscire, ha denunciato la scomparsa alla chiusura del consolato. Il governo saudita ha detto che Khashoggi avrebbe lasciato il consolato tramite un ingresso posteriore. Il governo turco ha affermato invece che si trovava ancora dentro l'edificio, e la sua fidanzata e amici hanno denunciato la scomparsa.
- Verso le 16:00: fonti hanno riferito al Guardian che si ritiene che sei auto con targhe diplomatiche abbiano trasportato i funzionari sauditi e Khashoggi o il suo corpo nella casa del console generale in Meselik Street, a 200 metri di distanza. Il personale di casa fu sorpreso per la richiesta di non lavorare quel giorno. Tutte le macchine hanno trascorso diverse ore in un garage sotto la casa.
- Alle 15.43 Mutreb è stato filmato all'esterno della residenza del console generale saudita.
- Pur avendo prenotato le stanze per tre notti, la squadra saudita ha ritirato i bagagli e ha lasciato gli hotel martedì sera. I due jet privati in seguito hanno lasciato l'aeroporto di Istanbul Atatürk, uno in viaggio via Cairo e l'altro via Dubai, con entrambi arrivo a Riyadh il giorno successivo.[32]

Le autorità turche hanno affermato che il filmato della telecamera di sicurezza del giorno dell'incidente è stato rimosso dal consolato dell'Arabia Saudita a Istanbul, e che lo staff del consolato turco è stato improvvisamente invitato a prendere un giorno vacanza proprio nel giorno in cui Khashoggi è scomparso all'interno dell'edificio. Gli investigatori della polizia turca hanno detto ai media che le registrazioni delle telecamere di sicurezza non hanno mostrato alcuna prova che Khashoggi abbia lasciato il consolato. Una telecamera di sicurezza si trovava fuori dall'edificio, di fronte al consolato e le immagini registrate mostrano Khashoggi mentre entra ma non mentre esce. Un'altra telecamera installata in una scuola materna di fronte all'ingresso posteriore del consolato non riporta nessun movimento di Khashoggi all'esterno dell'edificio.
Alcuni analisti hanno suggerito che Khashoggi avrebbe potuto essere considerato particolarmente pericoloso dalla leadership saudita perché non era un dissidente di lunga data, ma piuttosto un pilastro dell'establishment saudita, dato che era stato vicino alle cerchia dominante per decenni. Aveva inoltre lavorato come redattore presso le emittenti dell'Arabia Saudita ed era stato consigliere di un ex capo dell'intelligence saudita.

### Indagini

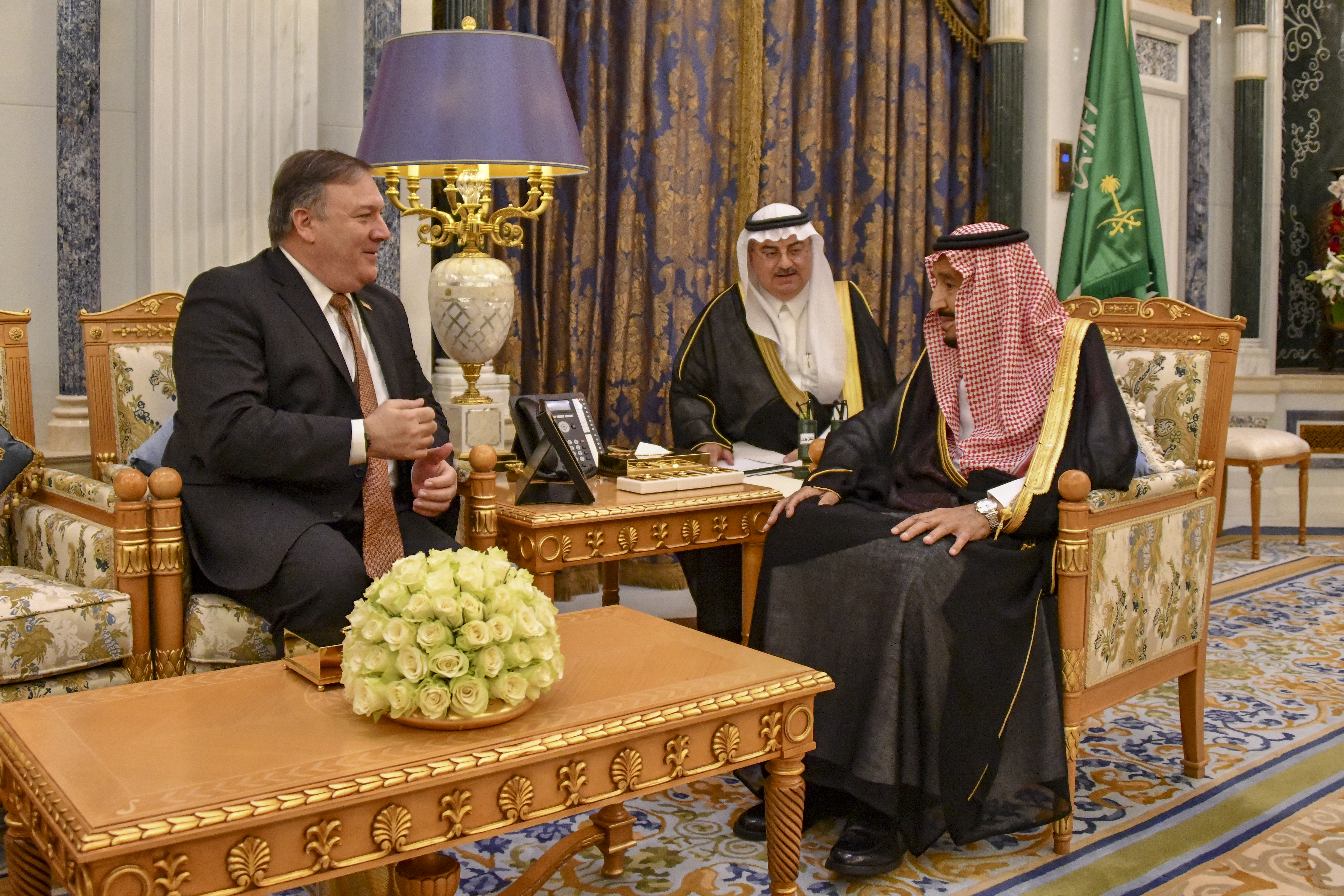
Il Segretario di Stato statunitense Mike Pompeo incontra il re Salman

L'11 ottobre Reuters riporta che alcuni funzionari turchi stavano indagando se l'Apple Watch di Khashoggi potesse rivelare indizi su ciò che gli era successo all'interno del consolato saudita, esaminando se i dati dello smartwatch fossero stati trasmessi al cloud o al suo telefono personale, che era con la sua fidanzata, Hatice Cengiz.
La sera del 14 ottobre, il presidente Recep Tayyip Erdoğan e il re Salman hanno annunciato che era stato fatto un accordo per la creazione di un "gruppo di lavoro congiunto" per esaminare il caso. Il 15 ottobre il ministero degli Esteri turco ha annunciato che un "controllo" del consolato, da parte di funzionari turchi e sauditi, si sarebbe svolto quel pomeriggio. Secondo una fonte anonima dell'ufficio del Procuratore Generale, i funzionari turchi hanno trovato prove di "manomissione" durante l'ispezione e prove che avvalorano la tesi secondo cui Khashoggi sarebbe stato ucciso. Il presidente turco Erdoğan ha detto che "l'indagine sta prendendo in considerazione molti fattori come materiali tossici e quei materiali che sono stati rimossi ridipingendoli".
Lo stesso giorno, dopo aver parlato per telefono con il re dell'Arabia Saudita, il presidente Trump ha detto che Salman "nega qualsiasi conoscenza su qualunque cosa possa essere accaduta ... L'affermazione è stata molto, molto forte, mi diede l’impressione che forse questi potessero essere criminali omicida. Chi può sapere?" Il 16 ottobre, il segretario Mike Pompeo "ha ribadito la preoccupazione degli Stati Uniti per la scomparsa di Jamal Khashoggi" in un incontro con il re Salman a Riyadh, ha ringraziato anche il re per il suo "impegno per un'indagine approfondita e trasparente".
Secondo fonti anonime, la polizia turca ampliò la ricerca, poiché il corpo di Khashoggi potrebbe essere stato deposto in una foresta vicina o in terreni agricoli, e furono condotti test del DNA di campioni nel consolato saudita e nella residenza del console; Al Jazeera riferì che secondo fonti anonime, le impronte digitali di uno dei presunti colpevoli, Salah Muhammad al-Tubaigy, furono trovate nel consolato.
Gli inquirenti turchi, dopo una ispezione di nove ore nel consolato e nella residenza del console, cercarono i resti del dissidente saudita Jamal Khashoggi nei dintorni della cittadina “Yalova, sul Mar di Marmara”, dopo aver setacciato “la foresta Belgrad a Nord di Istanbul”. Il 19 ottobre il ministro degli Esteri turco Mevlut Cavusoglu afferma di essere in possesso di "alcune informazioni e prove" sul caso di Jamal Khashoggi. Aggiunge che "condivideremo con tutto il mondo i risultati dell'indagine" senza però indicare una tempistica.

### Assassinio
Secondo numerose fonti anonime della polizia, la polizia turca crede che Khashoggi sia stato torturato e ucciso all'interno del consolato dell'Arabia Saudita a Istanbul da una squadra di 15 membri, giunta dall'Arabia Saudita per l'operazione. Una fonte anonima della polizia ha affermato che il cadavere è stato fatto a pezzi e spostato tranquillamente dal consolato. Tutto questo sarebbe stato "registrato per dimostrare che la missione era stata compiuta e il nastro è stato portato fuori dal paese".
Il 7 ottobre, i funzionari turchi si sono impegnati a rilasciare prove che dimostrano che Khashoggi è stato ucciso. Yasin Aktay, un consigliere del presidente turco, inizialmente disse che credeva che Khashoggi fosse stato ucciso nel consolato, ma il 10 ottobre ha affermato "lo Stato saudita non c'entra qui". Questa affermazione è stata vista da un giornalista di The Guardian come il tentativo della Turchia di non danneggiare legami commerciali e una delicata relazione regionale con l'Arabia Saudita. La Turchia ha quindi affermato di avere prove audio e video delle uccisioni avvenute all'interno del consolato. Trump ha detto che gli Stati Uniti hanno chiesto alla Turchia la registrazione.
Il 15 ottobre, la CNN ha riferito che l'Arabia Saudita stava per ammettere l'omicidio, ma avrebbe affermato che si sarebbe trattato di un "interrogatorio andato a male", in contrapposizione alla tesi della presenza di una squadra di assassini. Questa affermazione ha attirato critiche da parte di alcuni, considerando che Khashoggi sarebbe stato smembrato e che la sua uccisione sarebbe stata presumibilmente premeditata. Questa affermazione è stata rigettata anche per via delle circostanze, tra cui l'arrivo e la partenza di una squadra di 15 persone, presumibilmente specialisti forensi presenti per nascondere le prove del crimine, lo stesso giorno della scomparsa.
Il 16 ottobre, Middle East Eye riporta che, secondo un'anonima fonte turca, l'omicidio è durato circa sette minuti e lo specialista forense Salah Muhammed al-Tubaigy avrebbe tagliato a pezzi il corpo di Khashoggi mentre Khashoggi era ancora vivo, mentre lui e i suoi colleghi ascoltavano musica. La fonte ha affermato inoltre che "Khashoggi fu trascinato dall'ufficio del console generale Mohammad al-Otaibi al consolato saudita ... Tubaigy iniziò a tagliare il corpo di Khashoggi su un tavolo nello studio mentre era ancora vivo" e "Non ci fu nessun tentativo di interrogarlo, erano venuti per ucciderlo."
Il 18 ottobre, il quotidiano filogovernativo turco "Daily Sabah" ha riferito che i vicini alla residenza del console hanno osservato un insolito barbecue. Il giornalista suggerisce che avrebbe potuto essere un tentativo di occultare l'odore dell'incenerimento del cadavere squartato: "Abbiamo vissuto qui per dodici anni ma non li ho mai visti fare una festa con il barbecue, mentre quel giorno hanno fatto una festa con barbecue in giardino."
Il "Wall Street Journal" ha pubblicato rapporti da fonti anonime secondo cui Khashoggi è stato torturato di fronte al diplomatico saudita Mohammad al-Otaibi, il console generale dell'Arabia Saudita. "Reuters" ha riferito che al-Otaibi ha lasciato Istanbul per Riyadh il 16 ottobre. La sua partenza è avvenuta alcune ore prima che la sua casa fosse analizzata in relazione alla scomparsa del giornalista.
Il 19 ottobre il "The Guardian" riporta le dichiarazioni di un ex capo dell'MI6 secondo cui tutte le prove suggeriscono che il principe ereditario dell'Arabia Saudita, Mohammed bin Salman, sia responsabile della morte del giornalista Jamal Khashoggi, e che la teoria secondo cui la squadra della morte dell'esercito saudita sarebbe responsabile era "sfacciata finzione".
Il 20 ottobre a seguito delle forti pressioni portate dalla comunità internazionale per la richiesta di chiarimenti l'Arabia Saudita ha ammesso che il giornalista Jamal Khashoggi è stato ucciso - "in una colluttazione" - nel consolato saudita di Istanbul. Secondo la televisione di Riad, la quale cita i risultati preliminari di un'inchiesta ufficiale, Khashoggi è deceduto in seguito ad una rissa con alcune persone che lo avevano incontrato per un appuntamento nella sede diplomatica. In seguito alla dichiarazione, diciotto cittadini sauditi sono stati arrestati, mentre è stato rimosso dall'incarico il generale Ahmed al Asiri, vice capo dei servizi segreti e consigliere della Corona.
Secondo la dichiarazione rilasciata dal Ministero degli Affari Esteri dell'Arabia Saudita, le discussioni tra Khashoggi e funzionari sauditi al consolato "non sono andate come previsto e sono degenerate, finendo in rissa ... portando alla sua morte". Ha anche affermato che i funzionari, definiti "sospetti", erano coinvolti in un "insabbiamento".
Un alto funzionario vicino al governo saudita, in una condizione di anonimato, ha riferito al "The New York Times" che l'ordine generale diramato dal principe Mohammad bin Salman fosse quello di rimpatriare tutti i dissidenti sauditi autoesiliati e residenti all'estero (quale era lo stesso Khashoggi). Ha quindi riferito del fatto che l'intelligence saudita e altri alti funzionari sauditi si sarebbero recati in Turchia, per rimpatriare Khashoggi, all'oscuro del principe bin Salman. In particolare, secondo il funzionario saudita il generale Al Asiri, sapendo che Kashoggi si sarebbe recato il 2 ottobre al consolato saudita ad Istanbul per richiedere alcuni documenti relativi al suo divorzio, avrebbe ordinato a 15 uomini (tra cui Maher Abdulaziz Mutrib, guardia del corpo del principe bin Salman e Mohammed al-Tubaigy, medico forense saudita vicino al principe e presunto esecutore materiale dello squartamento del corpo di Khashoggi) di recarsi in Turchia, ad Istanbul, con l'ordine di prelevare e rimpatriare il giornalista dissidente Jamal Khashoggi. Tuttavia, secondo il funzionario referente, l'ordine sarebbe stato frainteso e, una volta che il commando agli ordini di Al Asiri avesse incontrato il giornalista all'interno del consolato, per dissuaderlo da un suo tentativo di fuga dall'edificio diplomatico, il gruppo di uomini lo avrebbe bloccato e strangolato. Questa versione dei fatti potrebbe, tuttavia, essere suscettibile di modifiche poiché, come precisano numerose fonti, le autorità turche sarebbero in possesso delle registrazioni audio e video dell'assassinio di Khashoggi, da cui trapelerebbe che il giornalista sia stato premeditatamente ucciso e squartato e abbia subito un'agonia di 7 minuti (durante la quale il medico forense al-Tubaigy lo avrebbe mutilato da vivo).
Il 24 ottobre, l'ufficio del Procuratore Generale saudita, attraverso una nota emessa direttamente dall'agenzia di stampa di Stato saudita, conferma, secondo i risultati delle indagini da parte dei funzionari turchi, che l'assassinio è stato premeditato.
A gennaio 2021, con l'insediamento della neoeletta amministrazione Biden negli Stati Uniti, la neodirettrice della Central Intelligence Agency Avril Haines è stata spinta a declassificare, rendendo così di pubblico dominio il report dell'agenzia riguardo all'omicidio Khashoggi. Precedentemente l'amministrazione Trump aveva bloccato la sua declassificazione nonostante fosse stata legalmente obbligata.

### Presunti responsabili
Le notizie riportate da "Al-Waqt" (Il tempo) hanno citato fonti informate che affermano che Mohammad bin Salman aveva assegnato ad Ahmad Asiri, il vice capo dell'al-Mukhabarat al-'Amma e ex portavoce della coalizione guidata dall'Arabia Saudita nello Yemen, la missione di giustiziare Khashoggi all'interno del consolato dell'Arabia Saudita a Istanbul. Un altro ufficiale militare con una grande esperienza nel trattare con i dissidenti è stato il secondo candidato alla missione. Lo stesso giorno, i media turchi vicini al presidente hanno pubblicato immagini di quello che descriveva come un "gruppo di assassini" di 15 membri, presumibilmente inviato per uccidere Khashoggi e di un furgone nero che ha percorso il tragitto dal consolato dell'Arabia Saudita a casa del console. Il 17 ottobre il Daily Sabah, in un comunicato vicino al presidente turco, ha pubblicato i nomi e le immagini della squadra saudita dei 15 membri durante il controllo dei passaporti. Ulteriori dettagli sulle identità sono stati anche riportati insieme ai loro pseudonimi. I nomi e i dettagli:
1. Maher Abdulaziz Mutreb (in arabo ماهر عبد العزيز مترب‎?) (nato nel 1971)
2. Salah Muhammed al-Tubaigy (in arabo صلاح محمد الطبيقي‎?) (nato nel 1971)
3. Abdulaziz Mohammed Al-Hasawi (in arabo عبد العزيز محمد الحساوي‎?) (nato nel 1987)
4. Thaer Ghaleb Al-Harbi (in arabo ثائر غالب الحربي‎?) (nato nel 1979)
5. Mohammed Saad Al-Zahrani (in arabo محمد سعد الزهراني‎?) (nato nel 1988)
6. Meshal Saad Al-Bostani (in arabo مشعل سعد البستاني‎?) (nato nel 1987, morto nel 2018): secondo Al Jazeera, un tenente dell'Aeronautica saudita.[80] Secondo i media turchi, è morto in un incidente stradale a Riyadh al suo ritorno in Arabia Saudita.[81][82][83]
7. Naif Hassan Al-Arefe (in arabo نايف حسن العريفي‎?) (nato nel 1986)
8. Mustafa Mohammed Al-Madani (in arabo مصطفى محمد المدني‎?) (nato nel 1961)
9. Mansur Uthman Abahussein (in arabo منصور عثمان أباحسين‎?) (nato nel 1972)
10. Waleed Abdullah Al-Shehri (in arabo وليد عبد الله الشهري‎?) (nato nel 1980)
11. Turki Musharraf Al-Shehri (in arabo تركي مشرف الشهري‎?) (nato nel 1982)
12. Fahad Shabib Al-Balawi (in arabo فهد شبيب البلوي‎?) (nato nel 1985)
13. Saif Saad Al-Qahtani (in arabo سيف سعد القحطاني‎?) (nato nel 1973)
14. Khalid Aedh Al-Taibi (in arabo خالد عايض الطيبي‎?) (nato nel 1988)
15. Badir Lafi Al-Otaibi (in arabo بدر لافي العتيبي‎?) (nato nel 1973)

Secondo la più recente indagine ONU pubblicata il 19 giugno 2019, dal quotidiano britannico The Guardian, il principe ereditario saudita, Mohammed bin Salman dovrebbe essere indagato per l'omicidio del giornalista Khashoggi. Il rapporto dell'ONU, redatto da Agnès Callamard parla di omicidio "premeditato", con prove credibili di responsabilità del principe ereditario dell'Arabia Saudita.

### Reazioni

#### Arabia Saudita
Il principe ereditario dell'Arabia Saudita, Mohammad bin Salman, sostenne che Khashoggi lasciò il consolato poco dopo la visita. L'Arab News in lingua inglese del 10 ottobre 2018 ha riferito che l'ambasciatore dell'Arabia Saudita negli Stati Uniti, il principe Khalid bin Salman, condanna "fughe di notizie maligne e voci tristi che circondano la scomparsa di Khashoggi" e che "le notizie che suggeriscono che Jamal Khashoggi è scomparso nel Consolato di Istanbul o che le autorità del Regno lo hanno detenuto o ucciso sono assolutamente false e infondate". L'Arabia Saudita ha minacciato di vendicarsi "se fosse stata [bersagliato da] qualsiasi azione". Turki Aldakhil, il capo di Al Arabiya, la televisione pan-araba di proprietà dell'Arabia Saudita con base a Dubai, ha scritto che "Se il presidente Trump era arrabbiato per gli 80 dollari del petrolio, nessuno dovrebbe escludere che il prezzo salti a 100 $ e 200 $ al barile o arrivi a costare il doppio di quella cifra." Tuttavia, l'ambasciata saudita a Washington ha detto che Al Dakhil non rappresenta la posizione ufficiale dell'Arabia Saudita, e Khalid A. Al-Falih, il ministro saudita dell'energia, ha affermato che il suo Paese "continuerà ad essere un attore responsabile e manterrà i mercati petroliferi stabili". L'Arabia Saudita è il maggiore esportatore di petrolio del mondo.
L'Ufficio del Pubblico Ministero dell'Arabia Saudita su Twitter ha scritto che "la produzione di voci o notizie false (sul coinvolgimento del governo dell'Arabia Saudita nella scomparsa di Khashoggi) che compromettessero l'ordine pubblico o la sicurezza pubblica o l'invio o il rinvio tramite social media o qualsiasi mezzo tecnico" è punibile "con cinque anni di reclusione e una multa di 3 milioni di riyal".
Al Arabiya ha affermato che i rapporti sulla scomparsa di Khashoggi all'interno del consolato dell'Arabia Saudita sarebbero stati spinti dal Qatar. Secondo il quotidiano saudiano Okaz, il Qatar ha la "proprietà del 50% del [Washington] Post e ha influenza sulla sua direzione editoriale". Il quotidiano saudita Al Yaum ha affermato che i membri identificati come facenti parte della squadra della morte erano in realtà turisti.
Il 13 ottobre su Al Jazeera si legge "il mondo arabo tace ... non c'è stata alcuna reazione ufficiale da parte di nessun governo arabo, e quasi nessuna condanna da parte dei media arabi."
Il 22 ottobre in occasione del Future Investment Initiative, soprannominato “Davos nel deserto”, Mohammed bin Salman il principe ereditario ha rilasciato una dichiarazione nella quale ha ribadito l'impegno dell'Arabia Saudita nelle indagini per fare luce sul caso e assicurare i responsabili alla giustizia. Secondo il principe alcuni attori internazionali starebbero utilizzando l'evento per interporsi tra l'Arabia Saudita e la Turchia.

#### Turchia
Il presidente turco Recep Tayyip Erdoğan ha chiesto che il governo dell'Arabia Saudita fornisca prove per le sue affermazioni secondo cui Khashoggi avrebbe lasciato vivo il consolato, cosa che la CCTV della polizia turca non ha catturato.
Il 25 ottobre, l'ufficio del pubblico ministero turco ha chiesto che i 18 sospettati fossero estradati in seguito alla volontà del presidente Erdoğan di svolgere il processo in Turchia e non in Arabia Saudita.

#### Stati Uniti d'America
Il Segretario di Stato americano Mike Pompeo ha chiesto all'Arabia Saudita "di sostenere un'indagine approfondita sulla scomparsa di Khashoggi e di essere trasparente sui risultati di tale indagine". Il presidente Trump ha espresso preoccupazione per il destino di Khashoggi. Il senatore statunitense Chris Murphy ha scritto che se le notizie sull'omicidio di Khashoggi fossero vere, "dovrebbe rappresentare una rottura fondamentale" nelle relazioni tra Arabia Saudita e Stati Uniti. Murphy ha anche chiesto almeno un arresto temporaneo nel supporto militare degli Stati Uniti per l'intervento guidato dall'Arabia Saudita nello Yemen.
L'ex ambasciatore degli Stati Uniti in Arabia Saudita, Robert Jordan, ha dichiarato il 12 ottobre di essere sicuro al 95% che l'Arabia Saudita abbia ucciso Jamal Khashoggi.

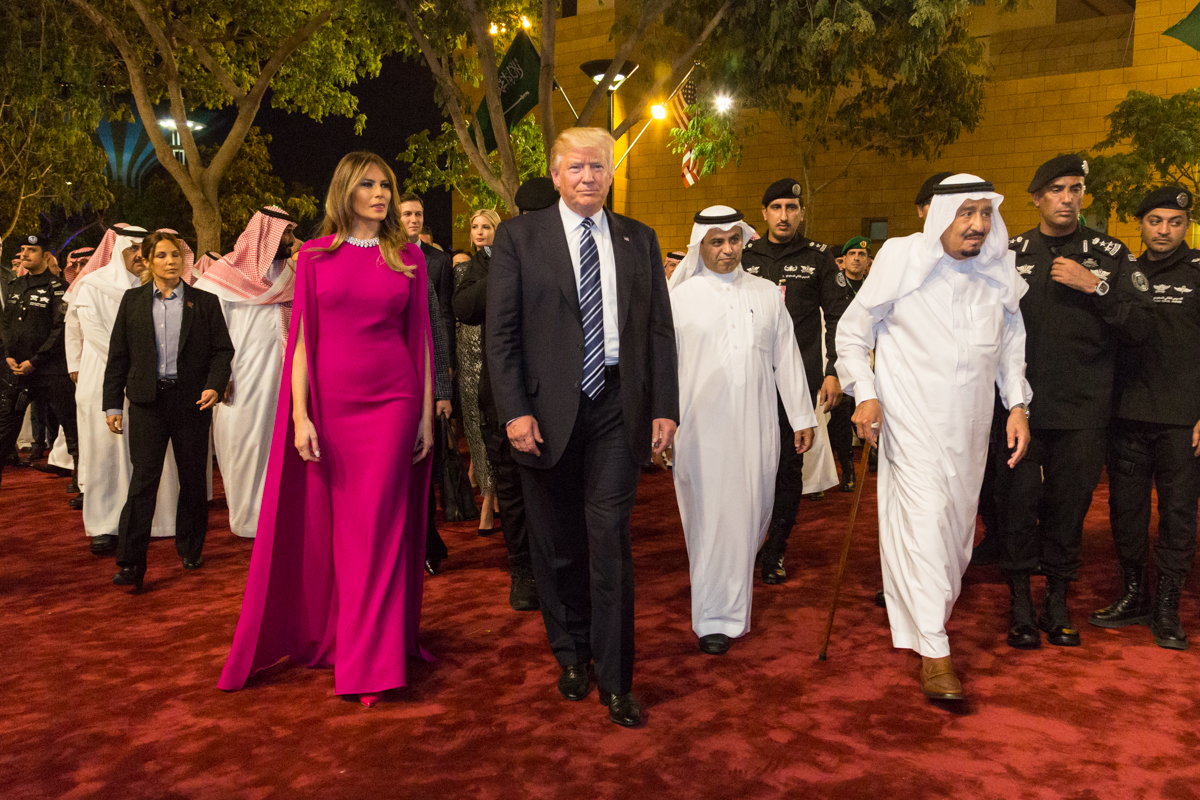
Vertice di Riyad: il 20 maggio 2017, il presidente Donald Trump ha firmato l'accordo tra Stati Uniti e Arabia Saudita.

Il senatore degli Stati Uniti, Rand Paul, ha affermato che tenterà di forzare un voto per bloccare le future vendite di armi negli Stati Uniti all'Arabia Saudita. Il senatore Bob Corker, presidente del comitato per le relazioni estere del Senato, ha inviato una lettera a Trump sulla scomparsa di Khashoggi. Firmato dall'intero Comitato, oltre al senatore Paul che ha preparato la sua lettera personale, "incarica l'amministrazione di prevedere se Khashoggi sia stato rapito, torturato o ucciso dal governo saudita e, come richiesto dal Global Magnitsky Act, di rispondere entro 120 giorni con una determinazione delle norme contro le persone che potrebbero essere state responsabili."
Il senatore degli Stati Uniti Bernie Sanders ha denunciato l'amministrazione Trump, affermando che "il principe ereditario saudita Mohammad bin Salman si sente incoraggiato dall'appoggio incondizionato dell'amministrazione Trump."
Il presidente Trump ha detto ai giornalisti: "So che [i senatori] stanno parlando di diversi tipi di sanzioni, ma [gli arabi sauditi] stanno spendendo 110 miliardi di dollari in attrezzature militari e su cose che creano posti di lavoro per questo paese." Trump, nel rispondere in modo specifico al tentativo del Senato di bloccare l'accordo con l'Arabia Saudita, ha dichiarato che il blocco di un tale accordo "non sarebbe accettabile per me." Mentre si opponeva alle sanzioni commerciali, Trump rimaneva aperto alla possibilità di altre forme di quella che lui definiva la "severa punizione" dell'Arabia Saudita.
Il 9 Ottobre, il "Washington Post" ha riferito che "l'intelligence degli Stati Uniti intercettava le comunicazioni di funzionari sauditi che discutevano di un piano per catturare" Khashoggi. Le comunicazioni intercettate sono state considerate significative perché Khashoggi è un residente legale negli Stati Uniti e ha quindi diritto alla protezione. Secondo i funzionari della NSA, la Casa Bianca è stata avvertita di questa minaccia attraverso i canali di intelligence ufficiali.
Secondo Rami George Khouri, professore di giornalismo all'Università americana di Beirut, "Il caso di Jamal Khashoggi, purtroppo, è solo la punta dell'iceberg ... sarebbe solo l'esempio più drammatico di una tendenza che è stata in corso da almeno 30 a 40 anni, ma che ha subito un'escalation sotto [il principe ereditario saudita Mohammad bin Salman]".
Il 16 ottobre, il Segretario di Stato americano visita l'Arabia Saudita chiedendo tra le altre cose il rilascio del figlio di Khashoggi al quale era stato revocato il passaporto. Salah bin Jamal Khashoggi, figlio maggiore di Jamal Khashoggi, raggiunge gli Stati Uniti intorno al 22-23 ottobre.
Il 19 ottobre il "The Guardian" riporta le parole del presidente Trump secondo cui "Khashoggi è certamente morto. Sembra che sia proprio così. Se i responsabili della sua morte sono i sauditi, le conseguenze di quanto accaduto saranno gravi".

#### Regno Unito
Il Segretario degli Esteri britannico Jeremy Hunt ha incontrato l'ambasciatore saudita e ha avvertito l'Arabia Saudita che l'amicizia a lungo termine tra Regno Unito e Arabia Saudita dipende da "valori condivisi". Emily Thornberry, segretaria di stato del Partito Laburista, ha criticato la risposta del governo di Theresa May sulla scomparsa di Khashoggi, definendola "troppo poco, troppo tardi".

#### Germania
Norbert Röttgen, presidente della commissione parlamentare tedesca per gli affari esteri, ha criticato i commenti di Donald Trump: "Il fattore decisivo ora è il comportamento del presidente degli Stati Uniti, che in pratica ha detto al Principe ereditario: vi diamo libero sfogo finché acquistate abbastanza armi e altre cose da noi." Tuttavia, il Washington Post del 15 ottobre ha riferito che "mentre Gran Bretagna, Francia e Germania hanno rilasciato una dichiarazione congiunta nel fine settimana in cui hanno chiesto una "inchiesta credibile", nessuno dei tre paesi è andato oltre le osservazioni finora espresse dalla Casa Bianca. Mentre la pressione degli Stati Uniti su Trump è stata bipartisan, in Europa chi chiede di punire l'Arabia Saudita sono per lo più partiti di opposizione ... Mentre gli osservatori tedeschi si sono scagliati contro Trump per il rifiuto di punire i sauditi, il portavoce della cancelliera tedesca Angela Merkel ha detto che il caso Khashoggi e le esportazioni tedesche a Riyad erano "due cose non correlate"".

#### Interessi commerciali
Richard Branson l'11 ottobre ha rilasciato una dichiarazione che riportava la sospensione del suo ruolo consultivo per i due progetti relativi alla visione saudita 2030 nel mezzo della polemica Khashoggi.
Il CEO di JPMorgan Chase, Jamie Dimon, il CEO di BlackRock Larry Fink, il CEO di The Blackstone Group Stephen Schwarzman, il Cloud Chief Executive di Google Diane Greene, il CEO di Viacom Robert Bakish, il CEO di Uber Dara Khosrowshahi, il co-fondatore di AOL Steve Case, il gruppo Virgin Group di Richard Branson, il presidente della World Bank Jim Yong Kim, Financial Times, Bloomberg, CNN, The New York Times, The Economist, CNBC, e il presidente di Ford Motor Bill Ford hanno ritirato la loro partecipazione alla Saudi Future Investment Initiative (FII). Il CEO di Y Combinator, Sam Altman, ha annunciato la sospensione del suo "coinvolgimento con il comitato consultivo della NEOM fino a quando non saranno noti i fatti riguardanti la scomparsa di Jamal Khashoggi".
Il ministro delle finanze francese Bruno Le Maire, il ministro delle finanze olandese Wopke Hoekstra, il ministro britannico per il commercio internazionale Liam Fox, il segretario al tesoro degli Stati Uniti Steven Mnuchin, l'amministratore delegato del Fondo monetario internazionale Christine Lagarde hanno annullato la loro partecipazione alla conferenza FII.
Il ministro degli Esteri del Bahrain, Khalid bin Ahmed Al Khalifa, ha chiesto il boicottaggio di Uber in Bahrein e Arabia Saudita, esortando a "boicottare tutti coloro che boicottano l'Arabia Saudita". Il Fondo di investimento pubblico dell'Arabia Saudita ha investito $3,5 miliardi in Uber nel 2016.
Di fronte all'incidente, la WWE e la promozione del wrestling professionale ha subito una grande quantità di critiche in tutto il mondo per la prosecuzione del loro evento in Arabia Saudita, Crown Jewel, con conseguente richiesta di annullare lo spettacolo, in particolare da parte di diversi senatori degli Stati Uniti, tra cui Lindsey Graham e Bob Menendez. Il comico inglese e commentatore politico John Oliver ha anche accolto la polemica sul suo spettacolo Last Week Tonight. Il sindaco della contea di Knox, Glenn Jacobs, che combatte nella WWE con il nome di Kane, ha programmato di prendere parte allo spettacolo. Un portavoce del sindaco ha detto che "il sindaco Jacobs non speculerà sulla scomparsa di Khashoggi, (...) tuttavia, lui e la sua famiglia sono nei pensieri e nelle preghiere del sindaco". Jacobs intende ancora essere presente come Kane durante lo show.

## Vita privata
Alla sua morte, Khashoggi stava progettando di sposare Hatice Cengiz, una ricercatrice di 36 anni, dottoranda all'università di Istanbul. I due si erano incontrati nel maggio 2018, durante una conferenza nella città turca. Khashoggi, un cittadino saudita, visitò il consolato saudita il 2 ottobre per ottenere i documenti che gli permettessero di sposare Cengiz. Khashoggi si sposò e divorziò tre volte. Il suo primo matrimonio fu con Rawiya al-Tunusi da cui ebbe due figli e due figlie.